# Tropidonophis mcdowelli
Tropidonophis mcdowelli — вид змій родини полозових (Colubridae). Ендемік Нової Гвінеї. Вид названий на честь американського герпетолога Семюела Букера Макдауелла (1928-2014).

## Поширення і екологія
Tropidonophis mcdowelli мешкають на півночі Нової Гвінеї, в районі річки Отаква в Індонезії та в горах Торічеллі на території провінції Сандаун у Папуа Новій Гвінеї. Вони живуть у вологих тропічних лісах, на берегах водойм. Зустрічаються на висоті від 579 до 1885 м над рівнем моря. Живляться амфібіями.